# Liste du patrimoine mondial au Cameroun
Cet article recense les sites inscrits au patrimoine mondial au Cameroun.

## Statistiques
Le Cameroun ratifie la Convention pour la protection du patrimoine mondial, culturel et naturel le 7 décembre 1982. Le premier site protégé est inscrit en 1987.
En 2025, le Cameroun compte 3 sites inscrits au patrimoine mondial, un culturel et deux naturels.
Le pays a également soumis 19 sites à la liste indicative, 11 culturels, 7 naturels et 1 mixte.

## Listes

### Patrimoine mondial
Les sites suivants sont inscrits au patrimoine mondial.
| Id.  | Bien                                           | Région(s)    | Année | Superficie (ha) | Critères et notes                                                                                          | Coordonnées                  | Illus. |
| ---- | ---------------------------------------------- | ------------ | ----- | --------------- | --- | ---------------------------- | ------ |
| 1745 | Paysage Culturel Diy-Gid-Biy des Monts Mandara | Extrême-Nord | 2025  | 2 500           | Culturel, (iii)                                                                                            | 10° 54′ 12″ N, 13° 47′ 44″ E |        |
| 407  | Réserve de faune du Dja                        | Est, Sud     | 1987  | 526 000         | Naturel, (ix), (x)                                                                                         | 3° N, 13° E                  |        |
| 1380 | Trinational de la Sangha                       | Est          | 2012  | 746 309         | Naturel, (ix), (x) Site transfrontalier commun avec la République centrafricaine et la République du Congo | 2° 36′ 32″ N, 16° 33′ 14″ E  |        |

### Liste indicative
Les sites suivants sont inscrits sur la liste indicative.
| Site                                                            | Région            | Type     | Date | Superficie (ha) | Lien | Notes                                 | Coordonnées                            | Illustration |
| --------------------------------------------------------------- | ----------------- | -------- | ---- | --------------- | ---- | ------------------------------------- | -------------------------------------- | ------------ |
| Le parc national de Takamanda                                   | Sud-Ouest         | Naturel  | 2018 |                 | 6315 |                                       | 6° 10′ 00″ nord, 9° 20′ 00″ est        |              |
| La Grande Case dans la Chefferie traditionnelle des Grassfields | Nord-Ouest, Ouest | Culturel | 2018 |                 | 6332 | Comprend 14 sites                     |                                        |              |
| La chefferie de Bafut                                           | Nord-Ouest        | Culturel | 2006 |                 | 6320 |                                       | 6° 10′ 59″ nord, 10° 06′ 00″ est       |              |
| Le parc national de Campo-Ma’an                                 | Sud               | Naturel  | 2006 |                 | 6312 |                                       | 2° 20′ 42″ nord, 9° 59′ 28″ est        |              |
| La partie camerounaise du lac Tchad                             | Extrême-Nord      | Naturel  | 2006 |                 | 6318 |                                       |                                        |              |
| La tour de Goto Goulfey                                         | Extrême-Nord      | Culturel | 2018 |                 | 6321 |                                       | 12° 23′ 09″ nord, 14° 54′ 13″ est      |              |
| Le complexe des parcs nationaux de Boumba Bek et de Nki         | Est               | Naturel  | 2006 |                 | 6308 |                                       | 2° 04′ 59″ nord, 15° 49′ 59″ est       |              |
| Le lamidat de Rey-Bouba                                         | Nord              | Culturel | 2006 |                 | 6329 |                                       | 8° 42′ 29″ nord, 14° 10′ 01″ est       |              |
| Le parc national de Bouba Ndjidda                               | Nord              | Naturel  | 2018 |                 | 6310 |                                       | 8° 37′ 25″ nord, 14° 39′ 24″ est       |              |
| Le parc national de Korup                                       | Sud-Ouest         | Naturel  | 2006 |                 | 6313 |                                       | 5° 04′ 59″ nord, 8° 49′ 59″ est        |              |
| Le parc national de Waza                                        | Extrême-Nord      | Naturel  | 2006 |                 | 6316 |                                       | 11° 17′ 31″ nord, 14° 41′ 46″ est      |              |
| Le paysage culturel des chutes de la Lobé                       | Sud               | Culturel | 2018 |                 | 6328 |                                       | 2° 53′ 17″ nord, 10° 07′ 23″ est       |              |
| Le port d'esclaves de Bimbia et ses sites associés              | Sud-Ouest         | Culturel | 2018 |                 | 6319 | Comprend 6 sites                      | 9° 13′ nord, 4° 00′ est                |              |
| Le site archéologique de Shum Laka                              | Nord-Ouest        | Culturel | 2006 |                 | 6331 |                                       | 5° 51′ 31″ nord, 10° 04′ 40″ est       |              |
| Les gravures rupestres de Bidzar                                | Nord              | Culturel | 2006 |                 | 6322 |                                       | 9° 51′ 07″ nord, 14° 06′ 50″ est       |              |
| Mégalithiques de Djohong                                        | Adamaoua          | Culturel | 2018 |                 | 6323 |                                       | 6° 00′ 59″ nord, 14° 39′ 11″ est       |              |
| Les mégalithiques de Saa                                        | Nord-Ouest        | Culturel | 2006 |                 | 6326 |                                       | 4° 22′ nord, 11° 26′ est               |              |
| Les tunnels ferroviaires de Njock                               | Centre            | Culturel | 2018 |                 | 6327 |                                       | 3° 34′ 24,4″ nord, 10° 54′ 52,1″ est   |              |
| Paysage culturel du Lac Tchad (Cameroun)                        | Extrême-Nord      | Mixte    | 2018 |                 | 6368 | Avec le Niger, le Nigeria et le Tchad | 12° 57′ 03,35″ nord, 14° 30′ 05,6″ est |              |